# Kärda
Kärda is een plaats in de gemeente Värnamo in het landschap Småland en de provincie Jönköpings län in Zweden. De plaats heeft 309 inwoners (2005) en een oppervlakte van 38 hectare.